# Kosoř
Kosoř település Csehországban, Nyugat-prágai járásban. Kosoř Choteč, Prága, Černošice, Třebotov és Ořech településekkel határos. Lakosainak száma 877 fő (2024. január 1.).

## Népesség
A település lakosságának változását az alábbi diagram mutatja:
| Lakosok száma | 392  | 538  | 595  | 599  | 647  | 652  | 914  | 893  | 860  | 877  |
|               | 1869 | 1890 | 1921 | 1950 | 1980 | 2001 | 2017 | 2019 | 2022 | 2024 |